# Castelnau-Picampeau
Castelnau-Picampeau è un comune francese di 196 abitanti situato nel dipartimento dell'Alta Garonna nella regione dell'Occitania.

## Società

### Evoluzione demografica
Abitanti censiti